# Tantillita brevissima
La culebra cola corta jaspeada  (Tantillita brevissima) es una especie de serpiente que pertenece a la familia Colubridae. Es nativa del sur de México y Guatemala (Escuintla). Su hábitat natural se compone de bosque húmedo y muy húmedo tropical de tierras bajas y bosque tropical caducifolio. Su rango altitudinal oscila entre 200 y 1700 m s. n. m..